# Polimeks
Polimeks İnşaat ve Sanayi A.Ş. (Polimeks İnşaat) ist ein türkisches Unternehmen mit Firmensitz in Istanbul.
Das Unternehmen ist im Bauwesen tätig und baut unter anderem Kraftwerke, Straßen, Brücken und Gebäude. Es operiert vorwiegend in Turkmenistan, Russland und der Türkei. Gegründet wurde das Unternehmen im Jahre 1995 durch Erol Tabanca. Im selben Jahr begann das Unternehmen seine Aktivitäten in Turkmenistan mit einem Landschafts-Projekt des Ministeriums für Gesundheit Turkmenistans. Laut der amerikanischen Zeitschrift Engineering News Record belegt Polimeks den 59. Platz in der Rangliste der "225 größten internationalen Vertragspartner".
In Turkmenistan war das Unternehmen für den Bau des Fernsehturms Turkmenistan, des Denkmals der Unabhängigkeit, des Neutralitätsbogens, des Verfassungsdenkmals, der Einschienenbahn Aşgabat sowie anderer Objekte verantwortlich. Zwischen 2009 und 2011 errichtete Polimeks das Stadium Aşgabat und einen Wintersport-Komplex. Im Januar 2013 erhielt das Unternehmen den Auftrag zum Bau des neuen Flughafens Aşgabat mit einem Auftragsvolumen von 2,2 Mrd. US-Dollar.
Im Jahr 2007 baute das Unternehmen in Moskau das erste Ritz-Carlton Hotel in Russland.